# Charles Nicolas Deliège
Charles Nicolas Joseph Deliège (Herve, 13 oktober 1799 - Luik, 14 januari 1861) was een Belgisch volksvertegenwoordiger.

## Levensloop
Deliège was een zoon van Guillaume Deliège en van Catherine Champigny. Guillaume was griffier van het vredegerecht, douaneofficiaal en gemeentesecretaris van Fléron.
Charles-Nicolas trouwde met Marie-Pétronille Malaise en in tweede huwelijk met Isabelle Demeur.
Hij promoveerde tot doctor in de rechten (1820) aan de Universiteit Luik. Hij werd gemeentesecretaris van Fléron (1821-25) en vestigde zich als notaris in die gemeente (1821-1854). Hij werd ook burgemeester van Fléron van 1825 tot 1854, met een korte onderbreking in de jaren 1844 en 1845. Hij werd notaris in Luik van 1854 tot aan zijn dood.
In de periode van het Verenigd Koninkrijk der Nederlanden werd hij in 1829 lid van de provinciale staten van Luik. Deze raad bleef aan tot in 1836 en toen werd Deliège opnieuw verkozen, tot in 1848.
In 1848 werd hij verkozen tot volksvertegenwoordiger voor het arrondissement Luik en behield dit mandaat tot aan zijn dood.  